# Élections législatives de 1973 dans la Loire
Les élections législatives françaises de 1973 se déroulent les 4 et 11 mars 1973. Dans le département de la Loire, sept députés sont à élire dans le cadre de sept circonscriptions.

## Élus
| Circonscription | Député sortant        | Parti | Parti | Député élu ou réélu | Parti | Parti |
| --------------- | --------------------- | ----- | ----- | ------------------- | ----- | ----- |
| 1re             | Michel Durafour       |       | CR    | Michel Durafour     |       | CR    |
| 2e              | Lucien Neuwirth       |       | UDR   | Lucien Neuwirth     |       | UDR   |
| 3e              | André Chazalon        |       | CD    | André Chazalon      |       | MR    |
| 4e              | Eugène Claudius-Petit |       | CD    | Roger Partrat       |       | CDP   |
| 5e              | Alain Terrenoire      |       | UDR   | Alain Terrenoire    |       | UDR   |
| 6e              | Paul Rivière          |       | UDR   | Paul Rivière        |       | UDR   |
| 7e              | Michel Jacquet        |       | RI    | Michel Jacquet      |       | RI    |

## Résultats

### Résultats à l'échelle du département
| Parti                 | Parti                                       | Premier tour | Premier tour | Second tour | Second tour | Sièges |
| Parti                 | Parti                                       | Voix         | %            | Voix        | %           | Sièges |
| --------------------- | ------------------------------------------- | ------------ | ------------ | ----------- | ----------- | ------ |
|                       | Parti communiste français                   | 64 818       | 20,48        | 78 162      | 24,60       | 0      |
|                       | Parti socialiste                            | 45 848       | 14,49        | 41 173      | 12,96       | 0      |
|                       | Parti socialiste unifié                     | 11 697       | 3,70         |             |             | 0      |
|                       | Mouvement des radicaux de gauche            | 8 237        | 2,60         | 22 472      | 7,07        | 0      |
|                       | Union de la gauche                          | 130 600      | 41,27        | 141 807     | 44,63       | 0      |
|                       |                                             |              |              |             |             |        |
|                       | Union des démocrates pour la République     | 64 622       | 20,42        | 76 074      | 23,94       | 3      |
|                       | Républicains indépendants                   | 20 819       | 6,58         | 28 142      | 8,86        | 1      |
|                       | Centre démocratie et progrès                | 11 713       | 3,70         | 21 269      | 6,69        | 1      |
|                       | Divers droite                               | 10 205       | 3,22         |             |             | 0      |
|                       | Union des républicains de progrès           | 107 359      | 33,92        | 125 485     | 39,50       | 5      |
|                       |                                             |              |              |             |             |        |
|                       | Mouvement réformateur                       | 58 830       | 18,59        | 50 419      | 15,87       | 2      |
|                       | Centre national des indépendants et paysans | 7 035        | 2,22         | Retrait     | Retrait     | 0      |
|                       | Front national                              | 6 483        | 2,05         |             |             | 0      |
|                       | Extrême gauche                              | 4 809        | 1,52         | 0           |             |        |
|                       | Divers                                      | 1 371        | 0,43         | 0           |             |        |
|                       |                                             |              |              |             |             |        |
| Inscrits              | Inscrits                                    | 422 099      | 100,00       | 422 072     | 100,00      | 7      |
| Abstentions           | Abstentions                                 | 98 053       | 23,23        | 90 920      | 21,54       |        |
| Votants               | Votants                                     | 324 046      | 76,77        | 331 152     | 78,46       |        |
| Blancs et nuls        | Blancs et nuls                              | 7 559        | 2,33         | 13 441      | 4,06        |        |
| Exprimés              | Exprimés                                    | 316 487      | 97,67        | 317 711     | 95,94       |        |
| Source : Data.gouv.fr |                                             |              |              |             |             |        |

### Résultats par circonscription

#### Première circonscription (Saint-Étienne-Nord)
| Candidat       | Candidat                      | Parti          | Premier tour | Premier tour | Second tour | Second tour |  |
| Candidat       | Candidat                      | Parti          | Voix         | %            | Voix        | %           |  |
| -------------- | ----------------------------- | -------------- | ------------ | ------------ | ----------- | ----------- |  |
|                | Michel Durafour sortant réélu | CR (PDM)       | 16 715       | 43,57        | 23 266      | 60,59       |  |
|                | Maurice Théolet               | PCF            | 8 695        | 22,67        | 15 134      | 39,41       |  |
|                | Bernard Fournier              | UDR (URP)      | 4 923        | 12,83        |             |             |  |
|                | Philippe Diamantidis          | PS (UGSD)      | 4 628        | 12,06        |             |             |  |
|                | Huguette Bouchardeau          | PSU            | 1 724        | 4,49         |             |             |  |
|                | Richard Ollagnier             | FN             | 1 003        | 2,61         |             |             |  |
|                | Gérard Masip                  | LO             | 673          | 1,75         |             |             |  |
|                |                               |                |              |              |             |             |  |
| Inscrits       | Inscrits                      | Inscrits       | 52 904       | 100,00       | 52 904      | 100,00      |  |
| Abstentions    | Abstentions                   | Abstentions    | 13 997       | 26,46        | 13 441      | 25,41       |  |
| Votants        | Votants                       | Votants        | 38 907       | 73,54        | 39 463      | 74,59       |  |
| Blancs et nuls | Blancs et nuls                | Blancs et nuls | 546          | 1,4          | 1 063       | 2,69        |  |
| Exprimés       | Exprimés                      | Exprimés       | 38 361       | 98,6         | 38 400      | 97,31       |  |

#### Deuxième circonscription (Saint-Étienne-Sud)
| Candidat       | Candidat                      | Parti          | Premier tour | Premier tour | Second tour | Second tour |  |
| Candidat       | Candidat                      | Parti          | Voix         | %            | Voix        | %           |  |
| -------------- | ----------------------------- | -------------- | ------------ | ------------ | ----------- | ----------- |  |
|                | Lucien Neuwirth sortant réélu | UDR (URP)      | 19 228       | 36,65        | 29 182      | 55,77       |  |
|                | Lucien Arnaud                 | PCF            | 10 800       | 20,59        | 23 144      | 44,23       |  |
|                | Arlette Bardon                | PS (UGSD)      | 9 231        | 17,6         | Retrait     | Retrait     |  |
|                | Marc Morenvillez              | Rad (MR)       | 7 347        | 14,01        | Retrait     | Retrait     |  |
|                | André Garnier                 | PSU            | 2 537        | 4,84         |             |             |  |
|                | Mathilde-Josèphe Salichon     | Divers droite  | 1 254        | 2,39         |             |             |  |
|                | Maurice Étienne               | FN             | 1 152        | 2,2          |             |             |  |
|                | Alain Bureau                  | LCR            | 563          | 1,07         |             |             |  |
|                | Pierre Roy                    | OCT            | 345          | 0,66         |             |             |  |
|                |                               |                |              |              |             |             |  |
| Inscrits       | Inscrits                      | Inscrits       | 73 254       | 100,00       | 73 254      | 100,00      |  |
| Abstentions    | Abstentions                   | Abstentions    | 19 992       | 27,29        | 18 228      | 24,88       |  |
| Votants        | Votants                       | Votants        | 53 262       | 72,71        | 55 026      | 75,12       |  |
| Blancs et nuls | Blancs et nuls                | Blancs et nuls | 805          | 1,51         | 2 700       | 4,91        |  |
| Exprimés       | Exprimés                      | Exprimés       | 52 457       | 98,49        | 52 326      | 95,09       |  |

#### Troisième circonscription (Saint-Chamond)
| Candidat       | Candidat                     | Parti              | Premier tour | Premier tour | Second tour | Second tour |  |
| Candidat       | Candidat                     | Parti              | Voix         | %            | Voix        | %           |  |
| -------------- | ---------------------------- | ------------------ | ------------ | ------------ | ----------- | ----------- |  |
|                | André Chazalon sortant réélu | MR (Divers droite) | 12 599       | 24,7         | 27 153      | 53,01       |  |
|                | Jean Vincent                 | PS (UGSD)          | 9 441        | 18,51        | 24 048      | 46,95       |  |
|                | Bernard Magniny              | UDR (URP)          | 9 028        | 17,7         | 22          | 0,04        |  |
|                | Marc Bruyère                 | PCF                | 8 746        | 17,15        | Retrait     | Retrait     |  |
|                | Pierre-Laurent Boudon        | RI                 | 6 048        | 11,86        |             |             |  |
|                | Maurice Villegas             | PSU                | 2 633        | 5,16         |             |             |  |
|                | Jean Mellano                 | LO                 | 1 326        | 2,6          |             |             |  |
|                | Maurice Clerc                | FN                 | 1 181        | 2,32         |             |             |  |
|                |                              |                    |              |              |             |             |  |
| Inscrits       | Inscrits                     | Inscrits           | 66 641       | 100,00       | 66 640      | 100,00      |  |
| Abstentions    | Abstentions                  | Abstentions        | 14 212       | 21,33        | 13 262      | 19,9        |  |
| Votants        | Votants                      | Votants            | 52 429       | 78,67        | 53 378      | 80,1        |  |
| Blancs et nuls | Blancs et nuls               | Blancs et nuls     | 1 427        | 2,72         | 2 155       | 4,04        |  |
| Exprimés       | Exprimés                     | Exprimés           | 51 002       | 97,28        | 51 223      | 95,96       |  |

#### Quatrième circonscription (Firminy)
| Candidat       | Candidat            | Parti          | Premier tour | Premier tour | Second tour | Second tour |  |
| Candidat       | Candidat            | Parti          | Voix         | %            | Voix        | %           |  |
| -------------- | ------------------- | -------------- | ------------ | ------------ | ----------- | ----------- |  |
|                | Théo Vial-Massat    | PCF            | 15 290       | 37,47        | 20 309      | 48,85       |  |
|                | Roger Partrat élu   | CDP (URP)      | 11 713       | 28,7         | 21 269      | 51,15       |  |
|                | Jean Moulin         | PS (UGSD)      | 5 324        | 13,05        |             |             |  |
|                | Robert Calvet       | MR             | 3 188        | 7,81         |             |             |  |
|                | Michel Dubouchet    | Divers droite  | 1 811        | 4,44         |             |             |  |
|                | Jean Sanquer        | PSU            | 1 688        | 4,14         |             |             |  |
|                | Georges Rouchouze   | FN             | 1 012        | 2,48         |             |             |  |
|                | Jean-Michel Carrère | LO             | 783          | 1,92         |             |             |  |
|                |                     |                |              |              |             |             |  |
| Inscrits       | Inscrits            | Inscrits       | 53 557       | 100,00       | 53 558      | 100,00      |  |
| Abstentions    | Abstentions         | Abstentions    | 11 538       | 21,54        | 10 501      | 19,61       |  |
| Votants        | Votants             | Votants        | 42 019       | 78,46        | 43 057      | 80,39       |  |
| Blancs et nuls | Blancs et nuls      | Blancs et nuls | 1 210        | 2,88         | 1 479       | 3,43        |  |
| Exprimés       | Exprimés            | Exprimés       | 40 809       | 97,12        | 41 578      | 96,57       |  |

#### Cinquième circonscription (Roanne)
| Candidat       | Candidat                       | Parti          | Premier tour | Premier tour | Second tour | Second tour |  |
| Candidat       | Candidat                       | Parti          | Voix         | %            | Voix        | %           |  |
| -------------- | ------------------------------ | -------------- | ------------ | ------------ | ----------- | ----------- |  |
|                | Alain Terrenoire sortant réélu | UDR (URP)      | 18 480       | 39,06        | 26 683      | 57,68       |  |
|                | André Lavenir                  | PCF            | 9 719        | 20,54        | 19 575      | 42,32       |  |
|                | Jean Baboulène                 | PS (UGSD)      | 8 751        | 18,5         | Retrait     | Retrait     |  |
|                | François Garcia                | CD (MR)        | 8 470        | 17,9         | Retrait     | Retrait     |  |
|                | Charles Soubeyran              | LO             | 1 119        | 2,37         |             |             |  |
|                | René Arnold                    | FN             | 775          | 1,64         |             |             |  |
|                |                                |                |              |              |             |             |  |
| Inscrits       | Inscrits                       | Inscrits       | 62 708       | 100,00       | 62 706      | 100,00      |  |
| Abstentions    | Abstentions                    | Abstentions    | 14 461       | 23,06        | 13 698      | 21,84       |  |
| Votants        | Votants                        | Votants        | 48 247       | 76,94        | 49 008      | 78,16       |  |
| Blancs et nuls | Blancs et nuls                 | Blancs et nuls | 933          | 1,93         | 2 750       | 5,61        |  |
| Exprimés       | Exprimés                       | Exprimés       | 47 314       | 98,07        | 46 258      | 94,39       |  |

#### Sixième circonscription (Feurs)
| Candidat       | Candidat                   | Parti          | Premier tour | Premier tour | Second tour | Second tour |  |
| Candidat       | Candidat                   | Parti          | Voix         | %            | Voix        | %           |  |
| -------------- | -------------------------- | -------------- | ------------ | ------------ | ----------- | ----------- |  |
|                | Paul Rivière sortant réélu | UDR (URP)      | 12 963       | 35,17        | 20 187      | 54,1        |  |
|                | Pierre Chopelin            | PS (UGSD)      | 8 473        | 22,99        | 17 125      | 45,9        |  |
|                | Honoré Ouillon             | MR             | 5 934        | 16,1         | Retrait     | Retrait     |  |
|                | Daniel Durand              | PCF            | 4 942        | 13,41        | Retrait     | Retrait     |  |
|                | Louis Brun                 | Divers droite  | 2 919        | 7,92         |             |             |  |
|                | Georges Darne              | Divers         | 1 371        | 3,72         |             |             |  |
|                | M. Soulage                 | FN             | 258          | 0,7          |             |             |  |
|                |                            |                |              |              |             |             |  |
| Inscrits       | Inscrits                   | Inscrits       | 47 842       | 100,00       | 47 819      | 100,00      |  |
| Abstentions    | Abstentions                | Abstentions    | 9 801        | 20,49        | 9 091       | 19,01       |  |
| Votants        | Votants                    | Votants        | 38 041       | 79,51        | 38 728      | 80,99       |  |
| Blancs et nuls | Blancs et nuls             | Blancs et nuls | 1 181        | 3,1          | 1 416       | 3,66        |  |
| Exprimés       | Exprimés                   | Exprimés       | 36 860       | 96,9         | 37 312      | 96,34       |  |

#### Septième circonscription (Montbrison)
| Candidat       | Candidat                     | Parti          | Premier tour | Premier tour | Second tour | Second tour |  |
| Candidat       | Candidat                     | Parti          | Voix         | %            | Voix        | %           |  |
| -------------- | ---------------------------- | -------------- | ------------ | ------------ | ----------- | ----------- |  |
|                | Michel Jacquet sortant réélu | RI (URP)       | 14 771       | 29,73        | 28 142      | 55,6        |  |
|                | Claudius Granger             | MRG (UGSD)     | 8 237        | 16,58        | 22 472      | 44,4        |  |
|                | Maurice André                | CNIP           | 7 035        | 14,16        | Retrait     | Retrait     |  |
|                | Jean Anglard                 | PCF            | 6 626        | 13,34        | Retrait     | Retrait     |  |
|                | René Bonnefoux               | CD (MR)        | 4 577        | 9,21         |             |             |  |
|                | Jean Chaland                 | Divers droite  | 4 221        | 8,5          |             |             |  |
|                | Maurice Plasse               | PSU            | 3 115        | 6,27         |             |             |  |
|                | Annie Berginiat              | FN             | 1 102        | 2,22         |             |             |  |
|                |                              |                |              |              |             |             |  |
| Inscrits       | Inscrits                     | Inscrits       | 65 193       | 100,00       | 65 191      | 100,00      |  |
| Abstentions    | Abstentions                  | Abstentions    | 14 052       | 21,55        | 12 699      | 19,48       |  |
| Votants        | Votants                      | Votants        | 51 141       | 78,45        | 52 492      | 80,52       |  |
| Blancs et nuls | Blancs et nuls               | Blancs et nuls | 1 457        | 2,85         | 1 878       | 3,58        |  |
| Exprimés       | Exprimés                     | Exprimés       | 49 684       | 97,15        | 50 614      | 96,42       |  |